# Onthophagus formosanus
Onthophagus formosanus là một loài bọ cánh cứng trong họ Bọ hung (Scarabaeidae).